# Pioneering Spirit
Die Pioneering Spirit (bis Anfang 2015 Pieter Schelte) ist ein Schwergut- sowie Pipeline-verlegendes Arbeitsschiff des schweizerischen Offshore-Dienstleisters Allseas. Das Schiff ist das weltweit größte Arbeitsschiff und überdies das größte jemals gebaute Schiff nach Bruttoraumzahl und Breite. Das Schiff löste die Solitaire als den weltweit größten und leistungsfähigsten Rohrleger ab. Die Gesamtkosten des Schiffes werden auf drei Milliarden US-Dollar geschätzt.

## Geschichte und Hintergrund
Der Haupteinsatzzweck des Schiffes ist die Installation und Demontage von sehr großen Bauteilen in der Offshore-Branche. Mit ihrer Hubkapazität von bis zu 48.000 Tonnen kann sie die Oberteile von Bohrplattformen, die sogenannten „Integrierten Decks“, in einem Stück deinstallieren. In der Nordsee gibt es derzeit über 600 Bohrplattformen; der Großteil von ihnen soll nach Ablauf der Nutzungsdauer bis zum Jahr 2040 wieder abgebaut werden.
Allseas begann mit den Planungen für das Schiff bereits 1987. Das damalige Konzept sah die Verbindung von zwei Supertankern (VLCC, Very Large Crude Carrier) vor. 1999 wurde Excalibur Engineering mit dem Ziel gegründet, das Konzept der Pieter Schelte weiterzuentwickeln. Mit der kompletten Überarbeitung des Konzepts im Jahr 2004 wuchs die Länge auf 360 Meter. Mit den Änderungen im Jahr 2007, die den Einsatz einer Kippvorrichtung anstelle von Portalkränen umfasste, und 2008 einer weiteren Verlängerung der Rümpfe auf 384 m wurde die Planungsphase abgeschlossen.
Der Entwurf für den Rumpf wurde im Mai 2010 abgeschlossen und im Juni 2010 erhielt die südkoreanische Werft Daewoo Shipbuilding & Marine Engineering (DSME) den Bauauftrag. Der Auftragswert an DSME wurde mit 454,5 Millionen Euro angegeben.
Bereits drei Jahre vorher bestellte Allseas die Antriebe, die Anlagen zur Stromerzeugung und das System zur dynamischen Positionierung (DPS). Im Jahr 2008 wurde der hochfeste Stahl für das Hubsystem für die „Jackets“ und „Topsides“ bestellt. Der Hubmechanismus und das Pipelinelegesystem sollte im Herbst 2010 bestellt werden.

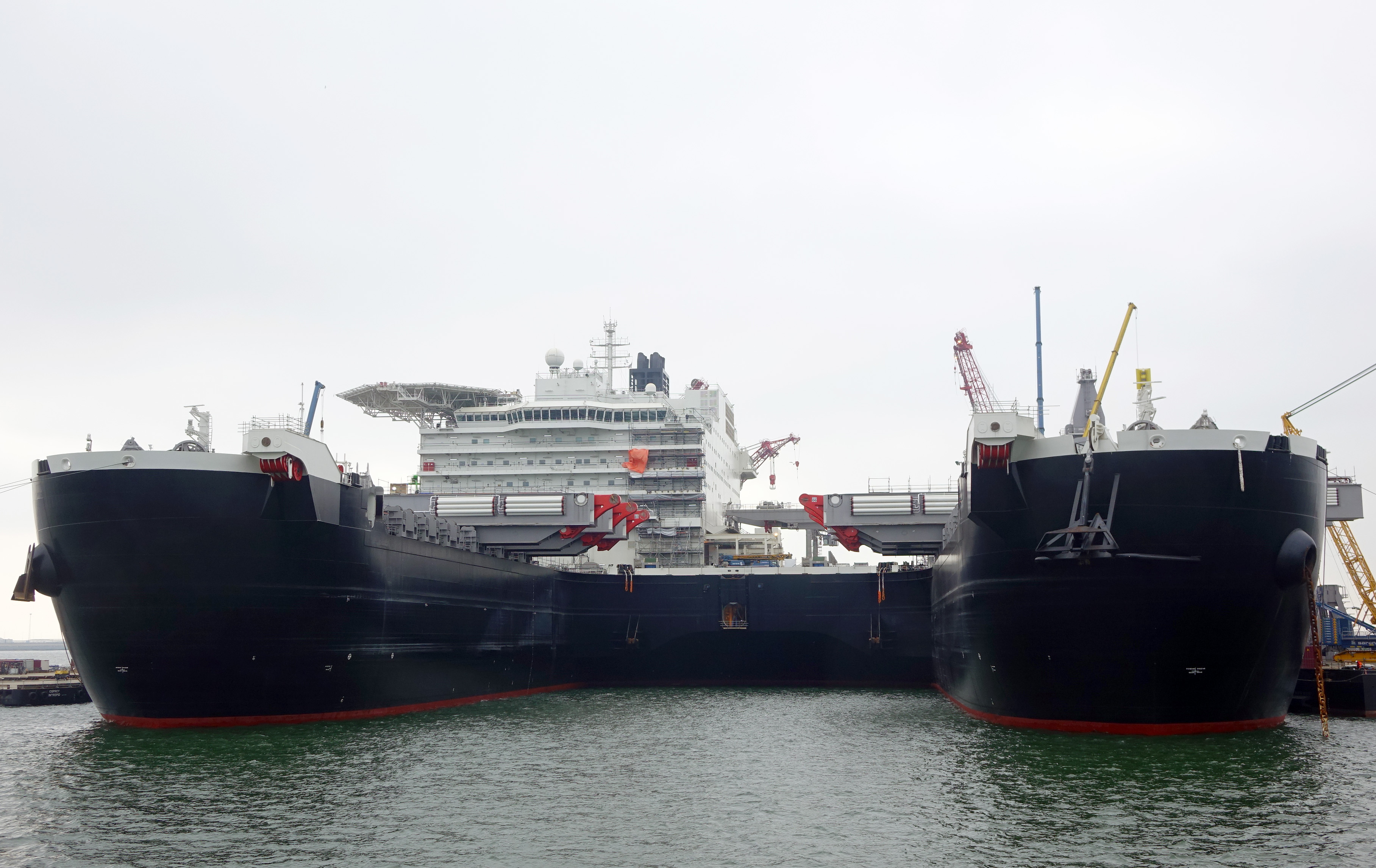
Doppelbug

Die Steuerbord- und die Backbordseite des Schiffes wurden getrennt voneinander auf Kiel gelegt. Erst nach dem Stapellauf beider Teile wurden sie zum Gesamtrumpf zusammengefügt. Die Breite der Seitenrümpfe beträgt je 2⁄7 der Gesamtbreite des Schiffs. Die beiden Rümpfe sind am Bug über etwa 1⁄3 ihrer Länge nicht miteinander verbunden. In der von den Rümpfen gebildeten Bucht kann eine Bohrinsel aufgenommen werden oder eine Pipeline ins Wasser ablaufen. Die Brücke befindet sich im mittleren Drittel der Schiffslänge und liegt außermittig überwiegend nur auf der rechten Schiffsseite.

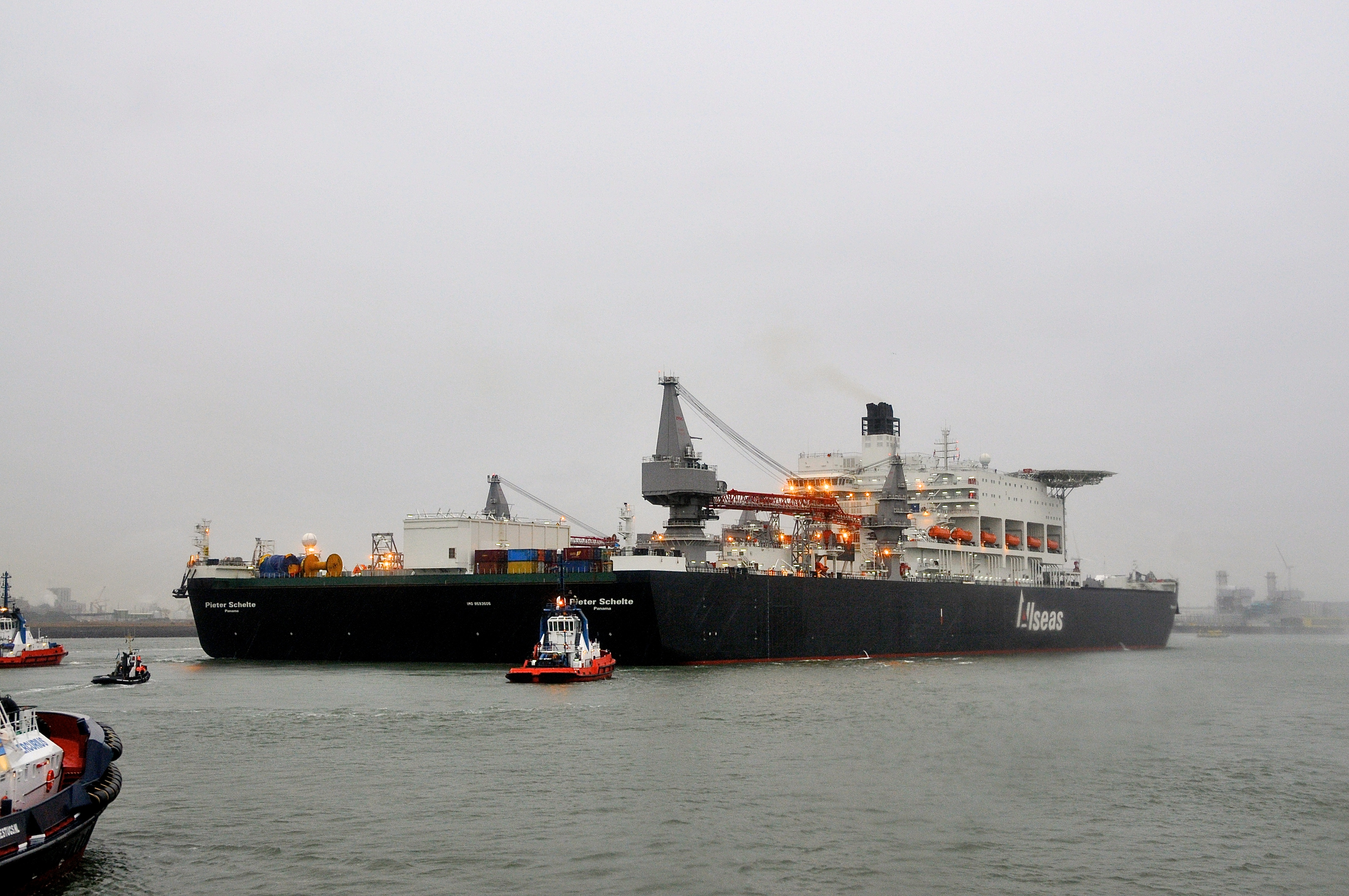
Heckansicht des Schiffes

Vorgesehen war die Fertigstellung Anfang 2014 und ein erster Offshore-Einsatz Ende 2014. Im August 2014 wurde die Überführung des Rohbaus nach Rotterdam für Ende 2014 angekündigt. Das Schiff verließ am 17. November 2014 die Bauwerft in Südkorea und lag seit dem 8. Januar 2015 zur Endausrüstung in der Maasvlakte 2 im Prinses Alexiahaven in Rotterdam. Damit sollten laut ursprünglicher Planung bis zu 1500 Arbeiter rund vier Monate beschäftigt sein. Die Installation des Hebemechanismus verzögerte die endgültige Inbetriebnahme.
Der erste Einsatz war der im August 2016 durchgeführte Abbau der Produktionsplattform YME 9/2 in der Nordsee vor Norwegen und deren Abtransport nach Lutelandet.
Ab Ende 2018 war es als eines von mehreren Schiffen mit der Verlegung der Pipeline Nord Stream 2 in der Ostsee beschäftigt. Die Arbeiten wurden im Dezember 2019 aufgrund von Sanktionsandrohungen der USA abgebrochen.

## Technik und Ausrüstung

### Antrieb und dynamische Positionierung
Die Pioneering Spirit wurde mit einem dieselelektrischen Antrieb gebaut. Die Stromerzeugung für die zwölf Propellergondeln von Rolls-Royce und den Schiffsstrom übernehmen neun Dieselmotoren der Baureihe 32/44 CR mit Common-Rail-Einspritzung von MAN Diesel & Turbo (MAN Augsburg). Eingesetzt werden acht 20-Zylinder-V-Motoren des Typs 20V32/44CR und ein 9-Zylinder-Reihenmotor des Typs 9L32/44CR. Die Motoren mit zusammengenommen 169 Zylindern besitzen eine Gesamtleistung von 94,6 Megawatt (MW). Der Auftragswert für die Motoren lag bei rund 25 Millionen Euro. Die maximale Geschwindigkeit des Schiffes liegt bei 14 Knoten.

### Hubausrüstung

#### Topsite-Hebevorrichtung
Die Pioneering Spirit kann mit Hilfe von acht aus jeweils zwei Einzelarmen bestehenden hydraulischen Hubarmen Lasten von bis zu 48.000 Tonnen heben. Die Hubvorrichtung für Plattformen wird zukünftig eine Gesamthubkapazität von insgesamt 60.000 t haben. Die von Cimolai gelieferten, 6,4 Meter hohen und 64 Meter langen Träger mit einem Gewicht von jeweils 1.600 t sind in der horizontalen Y-Achse auf jeweils beiden Einzelrümpfen auf Schienen montiert. Diese Hubarme sind aber nicht nur in der horizontalen Y-Achse mobil, sondern werden auf der X-Achse entweder unter die Plattformen geschoben, oder von der Plattform weg gezogen. Die Hubarme werden zum Platzieren und Abbauen von Offshore-Plattformen verwendet.

#### Jacket-Hebevorrichtung
Die Hebevorrichtung von Cimolai dient zum Bergen von Jackets (Unterbau von Bohr- und Wohnplattformen). Die beiden 175 Meter langen Kranarme werden beweglich (seitwärts verschiebbar, sowie von der Horizontalen in die Vertikale kippbar) auf dem Achterdeck der Pioneering Spirit montiert. Diese haben im Tandemhub eine Hubkapazität von 25.000 Tonnen.

#### Kranausrüstung
Zusätzlich zu den oben genannten Hubausrüstungen besitzt das Schiff 5 Krane mit einer Hubausrüstung von: 1 × 5000 Tonnen Huisman, 1 × 600 Tonnen und 3 Transferkrane ZPMC mit jeweils 50 Tonnen Hebekapazität. Wobei der 5000-Tonnen-Kran teilweise in Kristiansand und in Rotterdam installiert worden ist. Drei Teile wurden von der Huisman Equipment Fabrik in China einmal von der Allseas Fortitude Ex Toisa Patroklos nach Rotterdam (Kransockel) transportiert und dort von der Fortitude auf der Pioneering Spirit installiert. Das Kranhaus und der A-Rahmen wurden von dem Transportschiff BigLift Barentsz von China nach Rotterdam transportiert. Hier wurde es auf die Fortitude geladen sowie in Rotterdam auf der Pioneering Spirit installiert. Der Kranausleger wurde von Huisman Rotterdam gefertigt und per Barge und Schlepper nach Kristiansand transportiert, wo er von dem Schwimmkran Rambitz auf der Pioneering Spirit installiert wurde.

## Pipelinelege-Ausrüstung
Die Pioneering Spirit verwendet das S-Lay-Verfahren für das Verlegen der Pipelines. Die geschweißte Pipeline wird dabei über den unterstützenden „Stinger“ in einem S-förmigen Doppelbogen auf den Grund des Meeres gelegt. Der Stinger hat eine Länge von 150 m, eine Breite von 65 m und ein Gewicht von 4.200 Tonnen.
Die Vorbereitung und Verarbeitung der Pipeline-Segmente erfolgt dabei hoch mechanisiert: Zuerst werden die als „Single Joints“ bezeichneten einzelnen Segmente mit einer Länge von 40 Fuß (etwa 12,2 m), zu „Double Joints“ verschweißt. Die Double Joints werden wiederum zu „Quadruple-Joints“ mit 160 Fuß (rund 48,8 m) Länge verschweißt. Für die Vorbereitung der Pipeline werden sieben Schweißstationen zur Verfügung stehen, die mit dem von Allseas entwickelten automatisierten Schweißsystem „Phönix“ ausgerüstet werden. In der „Fire Line“ werden diese Segmente endgültig zur Pipeline verschweißt. Dafür sind sechs Schweißstationen vorgesehen, die durch Stationen zur Durchstrahlungsprüfung und Korrosionsschutz-Stationen zur Oberflächenbeschichtung ergänzt werden. Die Pioneering Spirit wird in der Lage sein, Pipelines bis zu einem Gesamtdurchmesser von 68 Zoll (rund 1727 mm) zu verlegen.
Die mit der Pioneering Spirit mögliche Verlegeleistung ist erheblich größer als die der Solitaire; die Kapazität der vier „Tensioner“ – einer Art raupenförmiger Halteklammer zum knickfreien Spannen der Pipeline während der Verlegung – soll 2000 t betragen. Die Solitaire, die 2009 den Rekord für die größte Verlegetiefe mit 2775 m hielt, hat eine Gesamtkapazität von 1050 t. Darüber hinaus können an Bord der Pioneering Spirit Pipeline-Stücke mit einem Gewicht von bis zu 27.000 t gelagert werden.

## Ballasttanksystem
Um die Oberteile von Offshore-Plattformen in einem Stück installieren sowie deinstallieren zu können, arbeiten die Hebebalken der Pioneering Spirit mit einem dynamischen Positionierungssystem und einem Ballasttanksystem mit einer Kapazität von 750.000 Tonnen zusammen. Es gibt vier Pumpenräume, die mit 87 Ballasttanks verbunden sind, wovon der größte Tank eine Kapazität von 15.700 m³ besitzt. Das entspricht der Gesamtkapazität der Ballasttankes eines normalen Arbeitsschiffes. Die weiteren 86 Ballasttanks haben ein Volumen von jeweils 8.720,75 m³. Die Pumpleistung der Ballasttankpumpen beträgt 37.000 m³/h. Hinzu kommen vier Schnellfalltanks.

## Kontroverse um den Schiffsnamen

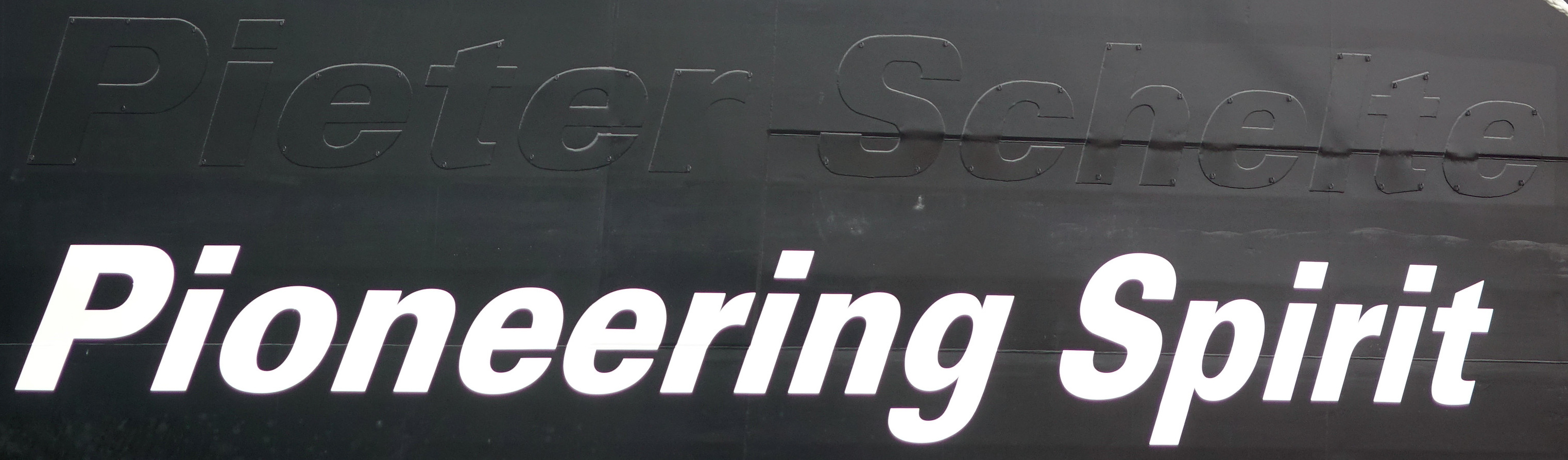
Neuer (und alter) Schriftzug am Bug

Das Schiff wurde zunächst nach dem Schiffbauingenieur Pieter Schelte Heerema, der als einer der Pioniere der Offshore-Industrie gilt, benannt. Er war der Vater des Eigentümers von Allseas Edward Heerema. Diese Namenswahl führte zu einer Kontroverse insbesondere in den Niederlanden, da Pieter Schelte Heerema im Zweiten Weltkrieg zeitweise Mitglied der Waffen-SS war. Er desertierte allerdings und unterstützte von August 1943 bis März 1944 die niederländische Widerstandsbewegung. Er wurde nach dem Krieg in der Schweiz festgenommen, verurteilt und in Anerkennung seiner Verdienste im Widerstand vorzeitig aus der Haft entlassen. Dann ging er nach Venezuela, fasste in der Offshore-Industrie Fuß und entwickelte zahlreiche neue Techniken. Im Februar 2015 wurde das Schiff in Pioneering Spirit umbenannt.

## Übersicht bekannter Projekte
| Projekt                              | Auftraggeber                                      | Auftragsname                                                                      | Auftragsumfang | Auftrags-/ Installationsland | Stand                            | URL (Quellenangabe)         |
| ------------------------------------ | ------------------------------------------------- | --------------------------------------------------------------------------------- | --- | ---------------------------- | -------------------------------- | --------------------------- |
| Testplattform K13 field              | Allseas                                           | (OAT) Offshore Acceptance Tests                                                   | 5.500 t | Niederlande                  | Abgeschlossen                    | (offshoreenergytoday.com)   |
| YME-Produktionsplattform             | Repsol Norge AS                                   | Deinstallation YME-Produktionsplattform                                           | 13.000 t | Norwegen                     | Abgeschlossen                    | (allseas.com)               |
| Shell Brent Delta                    | Shell                                             | Deinstallation Brent-D-Plattform                                                  | 24.000 t | Vereinigtes Königreich       | Abgeschlossen                    | (allseas.com)               |
| TurkStream-2-Pipeline                | Gazprom                                           | Installation TurkStream-Pipeline                                                  | Installation einer 32-Zoll-Pipeline | Türkei Russland              | Abgeschlossen                    | (offshoreenergytoday.com)   |
| (JS) Johan Sverdrup Oilfield         | Equinor                                           | Installation Drill. Plattform JS                                                  | 22.000 t | Norwegen                     | Abgeschlossen                    | (allseas.com)               |
| Nordstream 2                         | Gazprom                                           | Installation Nordstream-Pipeline                                                  | rund 2.300 km Installation einer 48-Zoll-Pipeline | Russland Deutschland         | Abgebrochen                      | (allseas.com)               |
| Valhall Living Quarters Plattform    | Aker BP                                           | Deinstallation LQ-Plattform                                                       | 3.400 t | Norwegen                     | Abgeschlossen                    | (allseas.com)               |
| Shell Brent Bravo                    | Shell                                             | Deinstallation Brent-Bravo-Plattform                                              | 24.000 t | Vereinigtes Königreich       | Abgeschlossen                    | (allseas.com)               |
| (PP) Johan Sverdrup Oilfield         | Equinor                                           | Installation Process Plattform JS                                                 | 26.000 t | Norwegen                     | Abgeschlossen                    | (allseas.com)               |
| (LQ) Johan Sverdrup Oilfield         | Equinor                                           | Installation Living Quarters Plattform JS                                         | 18.000 t | Norwegen                     | Abgeschlossen                    | (allseas.com)               |
| Statfjord A Unit                     | Equinor                                           | Deinstallation Statfjord-A-Plattform                                              | 48.000 t (Hebekapazität wird erhöht) | Norwegen                     | Verschoben                       | (offshore-mag.com)          |
| Tyra Redevelopment                   | Total                                             | Deinstallationen von Topsides & Jackets                                           | Topsides: 14.000 t Tyra East Alpha und 7.600 t Tyra West Alpha Topsides 5.000 t Tyra East Alpha, 2.900 t Tyra West Alpha, 1200 t Tyra West Delta tripod und 900 t Tyra East Delta Jackets 1.400 t Modul K und 1.000 t IPF-Module | Dänemark                     | 75 % Abgeschlossen               | oedigital.com (allseas.com) |
| Gyda Platform Removal Job            | Repsol Norge AS                                   | Deinstallation Gyda-Plattform                                                     | 18.000 t Topsides & 11.200 t Jacket | Norwegen                     | Abgeschlossen                    | (allseas.com)               |
| Shell Brent Charly                   | Shell                                             | Deinstallation Brent-C-Plattform                                                  | 29.500 t Topside | Vereinigtes Königreich       | Geplant                          | (sut.org)                   |
| Shell Brent Alpha                    | Shell                                             | Deinstallation Brent-A-Platform                                                   | 17.000 t Topside | Vereinigtes Königreich       | Abgeschlossen                    | (oedigital.com)             |
| Ninian Nord Project                  | Canadian Natural Resources International’s (CNRL) | Deinstallation Ninan-Nord-Platform                                                | 12.500 t Plattform & 7.000 t Jacket | Vereinigtes Königreich       | Abgeschlossen                    | (energyvoice.com)           |
| Valhall field Platform Removal       | Aker BP                                           | Deinstallation von drei Plattformen sowie zwei Jackets                            | Drilling Plattform (DP) 5.950 t Topside & 4.350 t Jacket, Produktion und Kompression Plattform (PCP) 10.900 t Topsides & 9.500 t Jacket, 1.100 t Hod Plattform und 3.500 t Jacket                                                | Norwegen                     | Abgeschlossen.                   | (offshore-mag.com)          |
| Spirit Energy DP3- und DP4-Plattform | Spirit Energy                                     | Deinstallation der DP3- und DP4-Plattform                                         | Deinstallation von zwei Gasförderplattformen von jeweils 11.000 t | Irland                       | Abgeschlossen                    | (offshore-mag.com)          |
| Baltic Pipe project                  | Energinet                                         | Installation der Europipe II Branch                                               | Installation einer 105 km langen Gaspipeline | Dänemark                     | Abgeschlossen (Nordseeabschnitt) | (offshore-energy.biz)       |
| Morecambe Bay Projekt                | Spirit Energy                                     | Abbau von Platform und Unterwasserequipment                                       | Abbau der 6760-t-Plattform and 2700-t-Unterkonstruktion | Vereinigtes Königreich       | Abgeschlossen                    | (allseas.com)               |
| Johan Sverdrup P2                    | Equinor                                           | Transfer, Transport und Einzel-Hub-Installation                                   | Transfer, Transport and Einzel-Hub-Installation der kompletten 25.000 t schweren P2-Plattform sowie der 1320 t schweren Verbindungsbrücke.                                                                                       | Norwegen                     | Abgeschlossen                    | (allseas.com)               |
| DolWin kappa (DolWin6)               | TenneT, Siemens Energy                            | Transport und Montage einer 11.000-t-Umrichterplattform, 5000-t-Jacket und Brücke | Gesamt-Installationsvolumen 16.000 t | Deutschland                  | Abgeschlossen                    |                             |

### Zukünftige Projekte
| Projekt                                                                      | Auftraggeber          | Auftragsname | Auftragsumfang                      | Auftrags-/ Installationsland | Stand               | URL (Quellenangabe)   |
| ---------------------------------------------------------------------------- | --------------------- | --- | ----------------------------------- | ---------------------------- | ------------------- | --------------------- |
| Southeast Gateway pipeline                                                   | TC Energy und CFE     | Installation einer Pipeline | Installation von 700 km Pipeline    | Mexiko                       | Geplant             | (offshore-mag.com)    |
| Heather Projekt                                                              | EnQuest               | Abbau der Heather-Plattform | 13.000 t                            | Vereinigtes Königreich       | 2025                | (offshore-mag.com)    |
| TAQA Projekt                                                                 | TAQA                  | Abbau von Plattformen (Eider Alpha, Tern Alpha, North Cormorant, Cormorant Alpha) und drei Unterbaustrukturen                                                     | Gesamtvolumen 114.000 t             | Vereinigtes Königreich       | Geplant             | (offshore-energy.biz) |
| NOAKA area development                                                       | Aker BP               | Die PdQ-Plattform wiegt 28.000 t und wird auf einem Unterbau mit 20.500 t gesetzt.                                                                                | Gesamtgewicht 48.500 t              | Norwegen                     | Geplant             |                       |
| DolWin4 and BorWin4 Offshore Netzanschluss-Projekt in der deutschen Nordsee. | Amprion Offshore GmbH | Die Bauwerke bestehen aus Topsides mit einem Gewicht von jeweils etwa 12.500 t, die von 7.000 t (DolWin4) und 8.000 t (BorWin4) schweren Jackets getragen werden. | Gesamtinstallationsvolumen 40.000 t | Deutschland                  | Geplant 2027        |                       |
| Norfolk Boreas Offshore-Wind-Projekt.                                        | Vattenfall            | Das Gewicht der Plattformen (x3), liegt zwischen 10.000 und 11.300 t, die Unterbauten wiegen etwa 3000 t.                                                         | Gesamtinstallationsvolumen 42.900 t | Vereinigtes Königreich       | Geplant 2026        |                       |
| Tennet 2-GW-Programm                                                         | Tennet                | Installation von insgesamt 14 Konverterplattformen. |                                     | Niederlande Deutschland      | Geplant 2028 - 2031 |                       |